# Рикольфи Дориа, Марина
Марина, принцесса Неаполя (Марина Рикольфи Дориа; род. 12 февраля 1935) — швейцарская спортсменка по водным лыжам. Супруга Виктора Эммануила Савойского, принца Неаполя.

## Биография
Марина родилась в семье швейцарского пловца Рене Итало Рикольфи Дориа и его супруги Ирис Бенвенути, которая владела швейцарской компанией по производству печенья. У неё было три сестры, Сильва, Нина и Алда, и один брат, Доминик.
В 1955 году Рикольфи Дориа выступила на водных лыжах во Флориде. Она трижды участвовала в чемпионате мира по водным лыжам: в 1953 году, в 1955 году и в 1957 году. В 1955 году она взяла золотую медаль за трюки, а в 1957 году получила золото как за слалом, так и за трюки, став абсолютной чемпионкой мира среди женщин. Она завоевывала титулы на чемпионате Европы каждый год с 1953 по 1956 год и получила пять или более швейцарских национальных титулов. В 1991 году Рикольфи Дориа была включена в Зал славы Международной федерации воднолыжного спорта, как «лучшая лыжница из Европы первого десятилетия международных соревнований». Она продолжала выступать до 1960 года.
Когда в 2002 году её мужу было разрешено вернуться на Родину, семья переехала из Швейцарии в Италию.

## Брак и дети
В 1960 году Марина познакомилась с сыном последнего короля Италии Умберто II принцем Виктором Эммануилом Савойским в женевском яхт-клубе, где они оба занимались водными лыжами. Осенью 1971 года они поженились в католической церкви в Тегеране; объявление о их свадьбе было сделано в Петрополисе во время празднования 2500-летия Персидской империи.
- Сын Эммануил Филиберт (р. 1972)[6].
  - Внучка Виттория Савойская (р. 2003)
  - Внучка Луиза Савойская (р. 2006)